# ۱۰ خرداد
۱۰ خرداد/جوزا هفتادمین و دومین روز سال در گاه‌شماری خورشیدی است. به پایان سال ۲۹۳ روز (۲۹۴ روز در سال کبیسه) باقی‌است.

## رویدادها
- ۱۲۲۶ - دومین عهدنامه از عهدنامه‌های ارزروم بین ایران و امپراتوری عثمانی امضا شد.
- ۲۲۰ - اعدام بابک خرمدین
- روز جهانی بدون دخانیات
- ۱۳۰۷. معاهده مودت بین افغانستان و مصر (قاهره، ۳۰ می ۱۹۲۸)

## زادروزها
- ۱۳۰۸ - فخری خوروش، بازیگر
- ۱۳۲۳ - ولی‌الله مؤمنی، بازیگر
- ۱۳۵۴ - احمد مهرانفر، بازیگر
- ۱۳۶۸ - آزاده زارعی، بازیگر

## درگذشت‌ها
- ۱۳۸۵ - محمود اعتمادزاده، نویسنده، مترجم و فعال سیاسی
- ۱۳۹۰ - عزت‌الله سحابی، سیاستمدار ایرانی، روزنامه‌نگار، اقتصاددان، فعال ملی مذهبی، رهبر شورای فعالان ملی مذهبی ایران، عضو شورای انقلاب، عضو شورای ملی صلح، رئیس ستاد بسیج اقتصادی کشور، عضو کمیسیون صنایع و معادن مجلس شورای اسلامی، نماینده مردم تهران در اولین مجلس خبرگان قانون اساسی، رئیس سازمان صنایع ملی ایران و نماینده تهران در دوره اول مجلس شورای اسلامی و نیز رئیس سازمان برنامه و بودجه در دولت مهدی بازرگان. (زاده ۱۳۰۹)
- ۱۳۹۳ - صابر رهبر، هنرمند ایرانی که در زمینه‌های کارگردانی، تهیه کنندگی، بازیگری، فیلم‌برداری، نویسندگی، تدوینگری، فیلمنامه‌نویسی و سینماداری سابقه فعالیت دارد.[۱]
- ۱۳۹۹ - سیروس مشفقی، شاعر